# أسرار خلف الجدران (مسلسل)
أسرار خلف الجدران مسلسل كويتي، إنتاج 2000، وهو من تأليف عواطف البدر وإخراج علي حسن البلوشي.

## بطولة
- غانم الصالح
- أحمد الصالح
- طيف
- خالد أمين
- سماح
- زهرة عرفات
- جاسم الصالح
- محمد جابر
- فاتن الدالي
- عبد الله غلوم
- عبد المحسن الخلفان
- هبة سليمان
- ياسر العماري
- أحمد إيراج
- عقيل التميمي
- خالد العجيرب
- عبد الله فريد
- فتحي اشتوى